# Deventer Verhaal
Stichting Deventer Verhaal is een erfgoedorganisatie in de Nederlandse gemeente Deventer die zich bezig houdt met de presentatie van het Deventer erfgoed. Dat gebeurt in Museum De Waag en Speelgoedmuseum Deventer, maar ook op andere locaties in de gemeente. De stichting zet zich in om de zichtbaarheid, waardering en behoud van het Deventer erfgoed te bevorderen. Ze werkt samen met andere Deventer organisaties die jaarlijks verschillende evenementen zoals Open Monumentendag, Kelderfest en Nacht van Goud organiseren.

## Geschiedenis
Begin 2013 werden gemeentelijke bezuinigingsplannen gepresenteerd die behelsden dat de organisatie van de Deventer musea op de schop zou gaan. In 2014 werd de gemeentelijke museumorganisatie opgeheven. De verantwoordelijkheid voor de exploitatie werd overgedragen aan de stichting Deventer Verhaal.